# Harley Quinn (DC Extended Universe)
La dottoressa Harleen Frances Quinzel, nota successivamente come Harley Quinn, è un personaggio immaginario del DC Extended Universe (DCEU), basato sull'omonimo personaggio creato da Paul Dini e Bruce Timm come spalla comica e scagnozza del supercriminale Joker nel DC Animated Universe (DCAU), debuttando nella serie animata Batman (1992-1995) e in seguito adattata anche nell'universo a fumetti DC. Interpretata dall'attrice Margot Robbie, Harley Quinn appare per la prima volta al cinema in Suicide Squad (2016), ricoprendo un ruolo di primo piano, per poi essere protagonista del film spin-off Birds of Prey e la fantasmagorica rinascita di Harley Quinn (2020) e del sequel stand-alone The Suicide Squad - Missione suicida (2021).
Nel DCEU, il personaggio viene inizialmente presentato come psichiatra del Joker durante la sua detenzione, diventando poi la sua amante e complice, prima di intraprendere avventure indipendenti. La sua sequenza introduttiva in Suicide Squad la identifica come complice e direttamente responsabile dell'omicidio di Robin, il partner di Batman. L'interpretazione di Harley Quinn da parte di Margot Robbie ha ricevuto ampi consensi dalla critica.

## Biografia del personaggio
Origini e trasformazione
Harleen Quinzel era una brillante psichiatra di Gotham City, laureata con lode e dotata di un acuto intelletto. Giovane e ambiziosa, venne assunta come psichiatra presso l’Arkham Asylum, dove iniziò a seguire alcuni dei criminali più pericolosi della città. Durante le sue sedute con il Joker, rimase affascinata dalla sua mente contorta e carismatica. Nel tempo, la relazione terapeutica si trasformò in un legame morboso e ossessivo: Harleen finì per innamorarsi del clown criminale e, in un atto di completa devozione, lo aiutò a evadere.
Per suggellare la sua trasformazione, il Joker la immerse in una vasca di sostanze chimiche nell’impianto ACE Chemicals, che ne alterò l’aspetto: pelle pallida, capelli colorati e una nuova identità. Da quel momento divenne Harley Quinn, la complice e amante del Joker.
⸻
Suicide Squad (2016)
Dopo numerose rapine e crimini insieme al Joker, Harley fu catturata da Batman e rinchiusa a Belle Reve, una prigione di massima sicurezza per metaumani e criminali.
Quando il governo degli Stati Uniti istituì la Task Force X sotto il comando di Amanda Waller, Harley fu scelta come membro della squadra suicida, insieme a Deadshot, Captain Boomerang, Killer Croc, Diablo e altri.
Durante la missione a Midway City per fermare l’Incantatrice, Harley mostrò le sue abilità nel combattimento corpo a corpo e con le armi, distinguendosi per la sua imprevedibilità. Sebbene più volte tentata dal richiamo del Joker, che cercò di liberarla, alla fine contribuì alla sconfitta dell’Incantatrice.
⸻
Birds of Prey (2020)
Dopo anni di relazione tossica, Harley fu scaricata dal Joker. Questo evento la gettò in una profonda crisi identitaria, ma allo stesso tempo le diede la possibilità di reinventarsi.
Decisa a dimostrare la sua indipendenza, dichiarò pubblicamente la fine della sua relazione con il Joker, attirando però l’odio di molti criminali che in passato non osavano toccarla per paura del Clown Principe del Crimine.
Harley venne così coinvolta nello scontro con Roman Sionis / Black Mask, un sadico signore del crimine di Gotham. Unendo le forze con Cacciatrice, Black Canary, Renee Montoya e la giovane Cassandra Cain, fondò un’alleanza improvvisata che portò alla nascita delle Birds of Prey. Alla fine del film, Harley si allontanò con Cassandra, formando un duo criminale.
⸻
The Suicide Squad (2021)
Tempo dopo, Harley venne nuovamente catturata e costretta da Amanda Waller a unirsi a una nuova missione della Task Force X su Corto Maltese, isola sudamericana travolta da un colpo di stato militare.
Nel corso della missione, Harley mostrò un lato più riflessivo e distaccato rispetto al passato, pur mantenendo la sua natura caotica. Dopo una breve relazione con il dittatore Silvio Luna, lo uccise non appena capì le sue reali intenzioni tiranniche.
Harley sopravvisse al massacro della prima squadra, combatté contro l’enorme kaiju alieno Starro il Conquistatore e contribuì alla vittoria finale.

## Caratterizzazione
In un'analisi del personaggio pubblicata da The Perspective, Harley Quinn viene descritta sia come una spietata criminale immeritevole di compassione, sia come una figura tragica. Sebbene alcune delle sue azioni - come l'omicidio di Jason Todd insieme al Joker, l'uccisione degli avvocati responsabili dell'arresto del suo compagno, le torture inflitte a Batman e la rapina a un negozio «solo per divertimento» in Suicide Squad - siano moralmente inaccettabili, Harley è anche vittima di continue manipolazioni da parte del Joker. Molti dei suoi crimini, infatti, sono motivati unicamente dal desiderio di ottenere il suo amore, tipico dei rapporti unilaterali e abusivi. Inoltre, il personaggio di Harley risulta in parte oggettificato nel film, con costumi spesso estremamente succinti. Intervistata sul suo ruolo in Suicide Squad, Margot Robbie ha descritto Harley come uno dei membri più manipolatori della squadra e ha definito la relazione con il Joker «incredibilmente disfunzionale», aggiungendo: «Lei è pazza di lui - letteralmente pazza. È fuori di testa. Ma lo ama. Ed è una relazione davvero malsana, tossica. Ma allo stesso tempo è come una dipendenza». Secondo quanto rivelato successivamente, la versione originale del film concepita da David Ayer avrebbe mostrato più chiaramente il lato abusivo del rapporto tra Harley e Joker, contrapponendolo a una relazione nascente e più sana con Floyd Lawton / Deadshot, compagno della Task Force X.
L'interpretazione di Harley in Birds of Prey è stata concepita per sviluppare ulteriormente il personaggio in modo indipendente dall'influenza di Joker, come ha spiegato la sceneggiatrice Christina Hodson. Hodson ha dichiarato che Harley è stato il personaggio che ha apprezzato di più sviluppare, grazie alla sua personalità imprevedibile. Il film rivela inoltre che Harley è stata abbandonata dal padre alcolista, che aveva già tendenze malevole prima dell’incontro con Joker e che le è stato "spezzato il cuore sia da uomini che da donne" nell'introduzione del film, confermandone la bisessualità come nei fumetti originali. In tutte le sue apparizioni cinematografiche, si dimostra una combattente abile e insensibile alla paura, avendo anche una resistenza e un'agilità eccezionali.

### Personalità
Nonostante abbia avuto un'infanzia traumatizzata, Harleen Quinzel era una giovane donna molto intelligente, calma e compassionevole quando lavorava all'Arkham Asylum, prima che il Joker la trasformasse mentalmente e fisicamente in Harley Quinn. In realtà, però, anche prima di incontrare il clown, mostrava tendenze oscure. Da bambina, il suo atteggiamento problematico potrebbe ancora essere visto come una reazione al trattamento ricevuto dal padre e dalle suore, ma fu al college che il suo lato oscuro iniziò a manifestarsi. Elaborò una tesi per mettere alla prova psicologicamente l'amore del suo ragazzo, spingendolo infine a uccidere per lei e a perdere la vita. Attraverso la terapia d'urto e la manipolazione del Joker, la sua mente e le sue emozioni furono distorte al punto da trasformarsi in una persona a malapena riconoscibile dalla che è stata un tempo, fratturando la sua psiche e causando un intenso trauma psicologico. Ciò ha portato alla sua grave instabilità mentale, trasformandola in una cattiva omicida, sadica, infantile e in un certo senso psicopatica, che usava la sessualità e la sua personalità giocosa per raggiungere i suoi obiettivi o per divertirsi, solitamente a danno degli altri. Ha seguito il Joker in qualsiasi cosa lui le chiedesse, ciecamente innamorato dello spietato psicopatico, chiamandolo affettuosamente "puddin" prima della loro rottura definitiva. Dimostra anche un grave caso della sindrome di Stoccolma, poiché non era in grado di vedere attraverso gli abusi del Joker e credeva sinceramente che fosse il suo modo di dimostrare amore. Dopo la fine della relazione e la sua emancipazione, la sua sindrome di Stoccolma è scomparsa completamente, non solo diventando in grado di percepire gli abusi, ma inizia anche a odiare il Joker e a essere più attenta a relazionarsi con qualcuno.
Harley ha un carattere quasi innocente, con gli occhi spalancati e la mente luminosa, che trova il lato divertente in situazioni altrimenti oscure, proprio come lo stesso Joker. Tuttavia, dietro i sorrisi si celava una donna profondamente depressa, distrutta e malinconica, con una scarsa autostima, che soffriva della sua dipendenza dal Joker al punto da essere ovviamente ferita emotivamente anziché essere veramente felice, nonostante affermi il contrario. In effetti, Joker trattava Harley più come un oggetto che come una persona.
Harley mostra anche un atteggiamento estroverso, carismatico e giocoso. Questa sua caratteristica la rende capace di fare amicizia con quasi chiunque incontri. Ha stretto rapidamente una vera amicizia con i suoi compagni della Squadra Suicida, in particolare Deadshot e Capitan Boomerang, e anni dopo con Rick Flag e Bloodsport. Mostra anche preoccupazione per coloro che considera i suoi amici, mostrando grande orrore quando Capitan Boomerang è morto in modo crudele e ha pianto per la morte di Flag. Sembra avere anche dei principi morali, sparando mortalmente a Silvio Luna dopo aver sentito la sua capacità di uccidere i bambini.
Tuttavia, nonostante il suo comportamento apparentemente instabile, Harley è ancora molto intelligente, mostrando persino tracce della sua competenza psicologica, poiché era in grado di analizzare rapidamente i profili psicologici dei suoi compagni di squadra, sapendo esattamente cosa dire per entrare nella loro pelle (definendosi orgogliosamente come "irritante"), sebbene Deadshot l'abbia criticata su questo. Il suo intelletto si estende anche alle abilità tattiche, poiché in particolare ha suggerito a Deadshot e a Capitan Boomerang una fattibile opzione di fuga dalla Squadra Suicida e ha persino improvvisato rapidamente un piano per indebolire e abbattere la potentissima Incantatrice, che si è rivelato un successo.
Harley è anche piuttosto tosta e patologicamente impavida, combattendo al fianco della Squadra Suicida. Dimostra di andare d'accordo con i compagni di squadra, una volta che li ha conosciuti un po' meglio, facendo da barista per loro in un bar abbandonato. Appare persino inorridita prima della morte di El Diablo, implorando Rick Flag di non farlo esplodere, anche se sapeva che era l'unico modo per distruggere Incubus.
Ha una visione molto negativa della vita normale, affermando che "la normalità è un'impostazione sulla lavatrice" a El Diablo, che ha perso la famiglia a causa dei suoi poteri. Tuttavia, prima della sua emancipazione, aveva sognato di avere una famiglia con il Joker, come rivelato dalla visione impiantata dall'Incantatrice, segretamente nutrendo il desiderio di essere normale e sperando che il Joker faccesse lo stesso per lei. 
Dopo la rottura con il Joker, Harley inizialmente fu devastata oltre ogni limite, piangendo e abbuffandosi spesso per alleviare il dolore che stava attraversando. Come segno della sua patologica impavidità, adottò e addomesticò una iena, e, dopo la sua emancipazione, fu costretta a badare a sé stessa. Inoltre, la sua capacità di amare sinceramente, sebbene compromessa dalla sua dipendenza da sostanze tossiche, è stata ripristinata man mano che il suo rispetto per la vita umana aumenta, seppur in misura limitata, insieme alla sua graduale consapevolezza che tutto ciò che le persone fanno porta inevitabilmente con sé delle conseguenze. Nonostante ciò, non ha mai raggiunto veramente lo status di eroina, poiché la maggior parte delle sue decisioni erano ancora di natura egoistica.

## Accoglienza

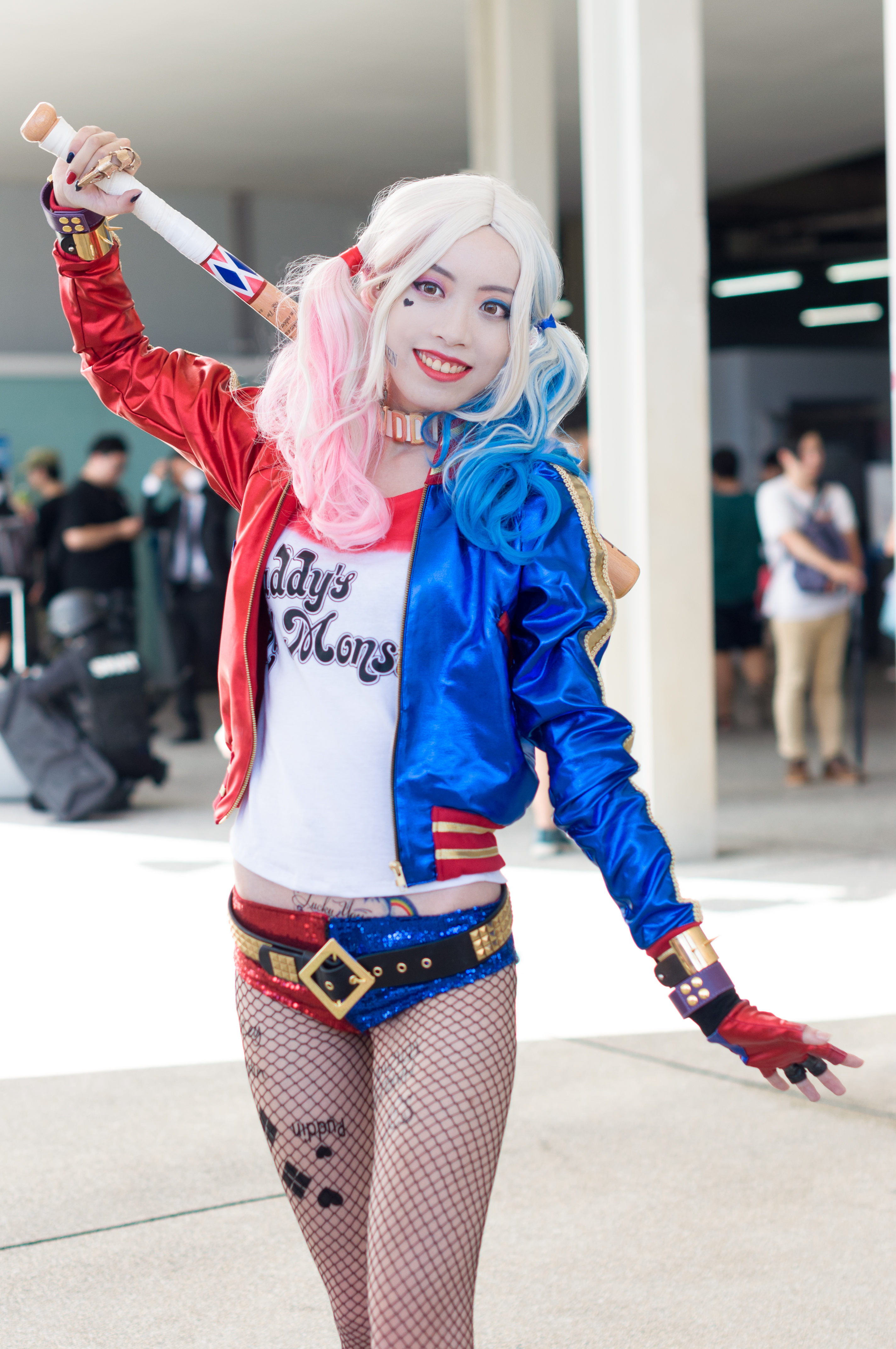
Cosplayer che veste i panni di Harley Quinn da Suicide Squad (2016)

Dopo l'uscita di Suicide Squad nel 2016, l'interpretazione di Margot Robbie nei panni di Harley Quinn fu accolta positivamente, con molti critici che la considerarono il punto di forza del film e si dissero entusiasti di rivedere il personaggio in futuro. Anche la sua performance in Birds of Prey ricevette ampi consensi. Rotten Tomatoes riassunse così il giudizio sul film: «Con una prospettiva rinnovata, nuovi alleati e un'abbondanza di azione frenetica, Birds of Prey cattura lo spirito colorato e anarchico della Harley Quinn di Margot Robbie». Inoltre, Richard Roeper del Chicago Sun-Times, nella sua recensione positiva, scrisse: «Questa volta Robbie offre un’interpretazione di Harley molto più ricca, divertente e sfaccettata, merito in gran parte della sceneggiatura affilata come un rasoio firmata da Christina Hodson».

### Reazione dei creatori

#### Suicide Squad
Dopo aver visto per la prima volta il design di Harley Quinn in Suicide Squad, prima dell’uscita del film, Bruce Timm commentò: «In realtà è piuttosto carina!», mentre Paul Dini osservò: «È un look più rude, più da strada. Penso che funzioni bene». Successivamente, dopo l'uscita del film, Dini parlò dell'interpretazione di Margot Robbie nel ruolo, dichiarando: «Ho pensato che Margot avesse fatto un lavoro davvero eccellente e ho adorato tutti i richiami alle origini del personaggio, come gli elementi di Mad Love accennati nella scena di terapia con Joker, alcune dinamiche della loro relazione e, naturalmente, il breve momento in cui indossa il costume di Bruce Timm, reinterpretato da Alex Ross, nella sequenza di ballo. Ho avuto la sensazione che avesse un ottimo senso dell’umorismo nel rappresentare il personaggio e che, in certi momenti, si percepisse chiaramente come la sua mente fosse sempre in moto. Ha saputo catturare perfettamente l’energia frenetica del personaggio. Se non altro, per me è stata la prova che il personaggio ha abbastanza forza da reggere un film tutto suo».

#### Birds of Prey
A proposito di Birds of Prey, Dini dichiarò: «Oh, l’ho adorato. L’ho trovato fantastico. Mi sono divertito un mondo. Questo film non sarebbe mai stato realizzato senza la passione e il coinvolgimento di Margot Robbie, che già prima ancora di iniziare le riprese di Suicide Squad stava spingendo molto per un film dedicato a Harley. Aveva capito il valore del personaggio e sapeva che il pubblico l’avrebbe apprezzata in Suicide Squad. Lei e Christina Hodson hanno lavorato insieme alla sceneggiatura e hanno coinvolto Cathy Yan come regista. Per tutte loro è stato un progetto del cuore, e credo che siano riuscite a cogliere davvero l’essenza del personaggio, rendendolo divertente e affascinante in tanti modi. Non è del tutto la versione animata, e non è neanche del tutto quella di Jimmy [Palmiotti] e Amanda [Conner], ma prende un po’ da tutte e crea una propria realtà e un proprio divertimento. Ci sono così tanti momenti in quel film che trovo semplicemente meravigliosi. Sì… e condividere gli elastici per capelli! [Ride.] Ho un solo desiderio dopo Birds of Prey: spero che ognuno abbia nella propria vita qualcuno che lo guardi come Harley guarda il suo panino per la colazione. Lo fissa con adorazione assoluta. Alla festa [di anteprima] Robbie mi ha chiesto: "C’'ra qualcosa che non andava nel film?” Io le ho risposto: “Era il panino della colazione. Era talmente buono che volevo uscire a prenderne uno. E ho pianto la sua morte." Un'altra cosa che le ho detto… Quando l’ho vista correre, ridendo istericamente, spingendo un carrello pieno di Peeps, ho pensato: “Quella è la mia ragazza.” Tutte quelle piccole cose birichine che fa nel film — sedersi a mangiare cereali, guardare i cartoni di Titti, e andare in giro saltellando, allegramente ignara della devastazione che ha causato — ecco, quella è Harley».